# Bakemono no ko
Bakemono no ko (jap. バケモノの子) – japoński film animowany z 2015 roku, napisany i wyreżyserowany przez Mamoru Hosodę. Produkcją filmu zajęło się Studio Chizu, natomiast dystrybutorem był Tōhō. Miał swoją premierę 11 lipca 2015 roku.

## Obsada
| Postać                            | Seiyū                                 |
| --------------------------------- | ------------------------------------- |
| Kumatetsu (jap. 熊徹)             | Kōji Yakusho                          |
| Kyūta (jap. 九太) / Ren (jap. 蓮) | Shōta Sometani Aoi Miyazaki (dziecko) |
| Kaede (jap. 楓)                   | Suzu Hirose                           |
| Tatara (jap. 多々良)              | Yo Oizumi                             |
| Hyakushūbō (jap. 百秋坊)          | Lily Franky                           |
| Sōshi (jap. 宗師)                 | Masahiko Tsugawa                      |
| Iōzen (jap. 猪王山)               | Kazuhiro Yamaji                       |
| Ichirōhiko (jap. 一郎彦)          | Mamoru Miyano Haru Kuroki (dziecko)   |
| Jirōmaru (jap. 二郎丸)            | Kappei Yamaguchi Momoka Ono (dziecko) |
| Chiko (jap. チコ)                 | Sumire Morohoshi                      |
| ojciec Kyūty                      | Keishi Nagatsuka                      |
| matka Kyūty                       | Kumiko Asō                            |

## Odbiór
Film był w Japonii najlepiej sprzedającym się filmem w weekend otwarcia, zastępując Avengers: Czas Ultrona; zarobił około 5,4 miliona dolarów z 492 tys. wyświetleń w 457 kinach. Film był drugim najbardziej dochodowym filmem w Japonii w 2015 roku z całkowitym dochodem 5,85 mld jen.
W serwisie Rotten Tomatoes 88% z 69 recenzji filmu jest pozytywnych (stan na marzec 2021). Na portalu Metacritic średnia ocen z 15 recenzji wyniosła 65 punktów na 100.

## Manga
Na podstawie filmu powstała także manga, wydana przez wydawnictwo Kadokawa Shoten, napisana przez Mamoru Hosodę, a narysowana przez Renjiego Asai (jap. 浅井蓮次). W Polsce manga została wydana przez wydawnictwo Waneko pod tytułem Dziecię Bestii.
| Nr | Język japoński   | Język japoński         | Język polski     | Język polski           |
| Nr | Data wydania     | ISBN                   | Data wydania     | ISBN                   |
| -- | ---------------- | ---------------------- | ---------------- | ---------------------- |
| 1  | 26 czerwca 2015  | ISBN 978-4-04-103324-1 | 10 lipca 2018    | ISBN 978-83-8096-388-7 |
| 2  | 26 stycznia 2016 | ISBN 978-4-04-103325-8 | 10 września 2018 | ISBN 978-83-8096-390-0 |
| 3  | 15 lipca 2016    | ISBN 978-4-04-104427-8 | 8 listopada 2018 | ISBN 978-83-8096-391-7 |
| 4  | 26 grudnia 2016  | ISBN 978-4-04-104428-5 | 12 marca 2019    | ISBN 978-83-8096-392-4 |

## Nagrody
| Rok  | Ceremonia                                | Kategoria                           | Wynik     | Źródło |
| ---- | ---------------------------------------- | ----------------------------------- | --------- | ------ |
| 2015 | 33. Golden Gross-shō                     | Excellent silver award              | Wygrana   | [ 15 ] |
| 2015 | 43. Annie Awards                         | Best Animated Feature — Independent | Nominacja | [ 16 ] |
| 2015 | 39. Nagroda Japońskiej Akademii Filmowej | Animacja filmowa roku               | Wygrana   | [ 17 ] |
| 2015 | 25. Japanese Movie Critics Awards        | Best Picture in the Anime Category  | Wygrana   | [ 18 ] |